# MyHeritage
MyHeritage ist eine Genealogie-Plattform. Sie wurde 2003 von der israelischen Firma MyHeritage entwickelt. Die Nutzer der Plattform können Ahnentafeln erstellen, Fotos hochladen, 14 Milliarden historische Aufzeichnungen und rund 4,7 Milliarden Profile durchsuchen. Der Service ist in 42 Sprachen verfügbar und hat 90 Millionen Nutzer, die 80 Millionen Stammbäume auf der Seite erstellt haben. 2016 wurde ein Gentest-Service mit dem Namen MyHeritage DNA eingeführt.

## Geschichte

### 2003–2007: Gründung und Anfangsjahre

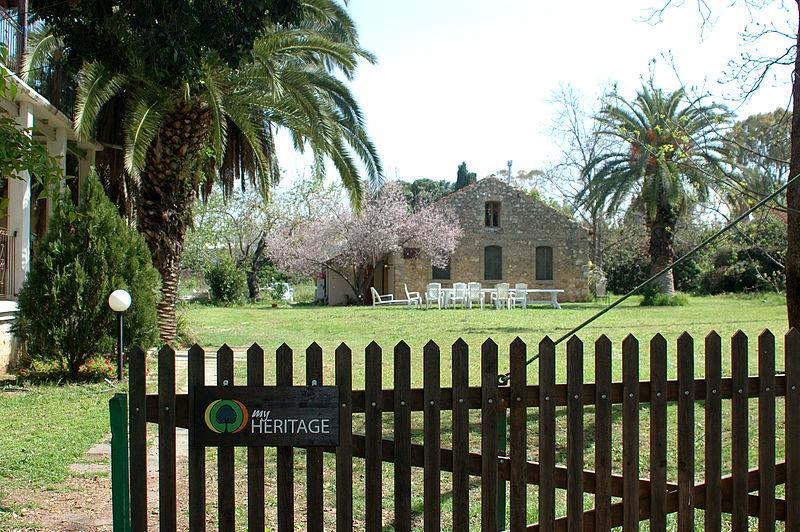
MyHeritages Büro im Dorf von Bnei Atarot, Israel

MyHeritage wurde 2003 von Gilad Japhet (heute CEO) in seinem Wohnzimmer gegründet. 2005 erhielt das Unternehmen Gelder von Business Angels. Das Geschäftsmodell wurde von einem kostenlosen Service zu einem Freemium-Modell umgestellt.
MyHeritage forderte genealogische Informationen seiner Nutzer ein. Die Informationen konnten online eingesehen, aber nicht bearbeitet werden. 2006 führte MyHeritage Gesichtserkennungssoftware ein, die Gesichtszüge aus einer Fotodatenbank erkennt und dann Personen miteinander verknüpft. Im Dezember 2006 erwarb das Unternehmen die Pearl Street Software, Urheber einer Stammbaumsoftware (Family Tree Legends). Zudem wurde GenCircles, eine Stammbaumabgabe-Seite mit über 160 Millionen Profilen und 400 Millionen öffentlichen Aufzeichnungen, erworben.
2007 hatte MyHeritage über 150.000 Stammbäume, 180 Millionen Profile, 100 Millionen Fotos und 17,2 Millionen Nutzer. MyHeritage erhielt insgesamt 9 Millionen Dollar von Investoren, die Hälfte stammt von Accel.

### 2008–2012: Übernahmen und Entwicklungen

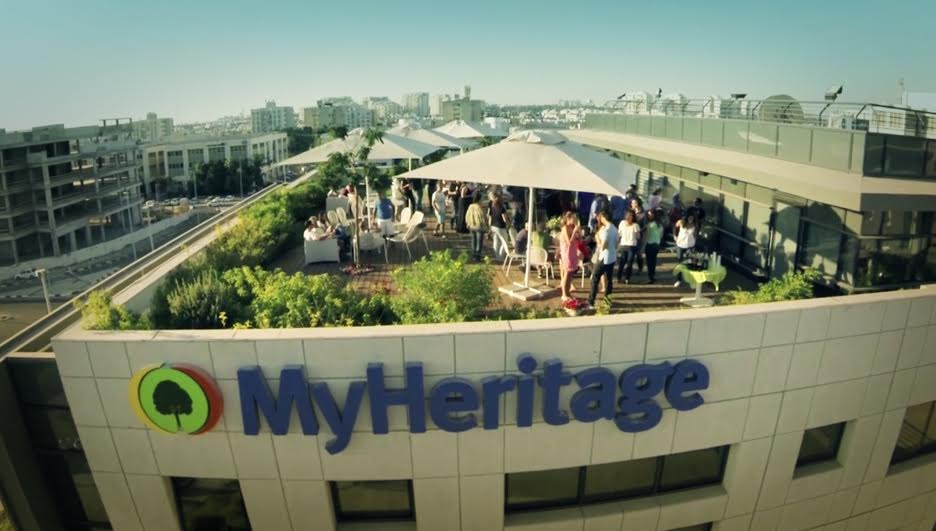
Der Hauptsitz von MyHeritage in Or Yehuda, Israel

2008 erhielt MyHeritage weitere 15 Millionen Dollar u. a. von Index Ventures und Accel und kaufte Kindo, einen Dienst zur Stammbaumerstellung im Vereinigten Königreich. Zu dieser Zeit verfügte die Webseite über 260 Millionen Profile, 25 Millionen Nutzer sowie 230 Millionen Fotos und bot ihre Dienste in 25 Sprachen an.
2010 erwarb MyHeritage die in Deutschland basierte OSN Online Social Networking GmbH, eine Stammbaum-Webseite mit sieben genealogischen Versionen. Die Versionen waren u. a. verwandt.de aus Deutschland, moikrewni.pl aus Polen und dynastree.com aus den Vereinigten Staaten. Die Übernahme lieferte MyHeritage mehrere neue Funktionen (inkl. Wappen, Stammbaum-Verknüpfung und eine Option, um mobile Applikationen zu nutzen).
Andere Übernahmen von 2011 beinhalten das niederländische Familiennetzwerk Zoof, BackupMyTree, einen Backup-Dienst, der entwickelt wurde, um bis zu 9 Terabyte große Familiengeschichtsdaten zu speichern, und FamilyLink, einen Entwickler von Familiengeschichts-Webseiten und Besitzer einer großen Datenbank an historischen Aufzeichnungen (WorldVitalRecords.com, das Volkszählungen, Geburts-, Todes- und Hochzeitsaufzeichnungen und ein Archiv an historischen Zeitungen anbietet). Das Unternehmen veröffentlichte eine App für iOS- und Android-Geräte.
2012 verzeichnete MyHeritage 1 Milliarde Profile und präsentierte mehrere neue Features einschließlich Supersearch, einer Suchmaschine für Milliarden historischer Aufzeichnungen, und Record Matching, einer Technik, die automatisch MyHeritages historische Aufzeichnungen mit den eingestellten Profilen auf der Webseite vergleicht und die Nutzer informiert, sobald eine Übereinstimmung im Stammbaum gefunden wurde.
Im November 2012 übernahm MyHeritage Geni.com, einen seiner Hauptkonkurrenten. Geni blieb als eigenständige Marke bestehen. MyHeritage erhielt in einer Finanzierungsrunde mit Bessemer Venture Partners weitere 25 Millionen Dollar.

### 2013–Gegenwart: Partnerschaften und Wachstum
2013 ging MyHeritage eine strategische Partnerschaft mit FamilySearch ein. So konnten die Techniken genutzt werden, um Nutzern schnellere Ergebnisse zu präsentieren. Zur Zeit des Geschäfts verfügte MyHeritage über 75 Millionen registrierte Nutzer und 1,6 Milliarden Profile. Auch erhielt das Unternehmen Zugriff auf alle Volkszählungen der Vereinigten Staaten von 1790 bis 1940. Im April 2013 veröffentlichte MyHeritage die Version 7.0 des Family Tree Builder. MyHeritage stellte eine Webfunktion vor, die Verbindungen zwischen verschiedenen historischen Aufzeichnungen findet.
Im Februar 2014 ging das Unternehmen eine Partnerschaft mit BillionGraves ein, um Gräber und Friedhöfe weltweit zu digitalisieren und zu dokumentieren. Im Oktober 2014 folgte eine Partnerschaft mit EBSCO Information Services, um Bildungsinstitutionen (Bücherhallen, Universitäten etc.) einen kostenlosen Zugang zu MyHeritage’s Datenbank an historischen Aufzeichnungen zu ermöglichen. Im Dezember 2014 vereinbarte MyHeritage mit dem Dänischen Nationalarchiv, Volkszählungen und Gemeindedatensätze von 1646 bis 1930 zu indexieren.
2014 veröffentlichte das Unternehmen die Funktion Instant Discoveries, die es Nutzern ermöglichte, ganze Zweige an Verwandten auf einmal zum Stammbaum hinzuzufügen.
2015 bot MyHeritage 6,3 Milliarden historische Aufzeichnungen an und zählte 80 Millionen registrierte Nutzer. Außerdem wurde die Global Name Translation-Technologie veröffentlicht, mit der Namen aus verschiedenen Sprachen automatisch übersetzt werden, um die Suche nach Vorfahren effizienter zu gestalten.
2021 wurde das Unternehmen von Francisco Partners zu einem unbestätigten Preis von 600 Millionen Dollar übernommen.
Die Zahlen für 2021: 14,0 Milliarden historische Aufzeichnungen | 4,7 Milliarden Profile | 90 Millionen Nutzer | 80 Millionen Stammbäume.
Im August 2021 erwarb Myheritage Filae, einen Ahnenforschungs-Dienst in Frankreich. 1994 wurde Filae gegründet und 2016 in Filae.com umbenannt.

## Produkte und Dienstleistungen
MyHeritages Produkte und Dienstleistungen gibt es in den Bereichen Web, Mobil und Software. Die Webseite des Unternehmens, MyHeritage.com, arbeitet mit einem Freemium-Geschäftsmodell. Die MyHeritage Online-Datenbank enthält 6,3 Milliarden historische Aufzeichnungen, einschließlich Volkszählungen, Geburts-, Hochzeits-, Todes-, Militär-, Einwanderungsdokumenten und historische Zeitungen. Nutzer können auch Fotos in ihrem Stammbaum hochladen.

### Abgleichstechniken
MyHeritage verwendet mehrere Übereinstimmungstechniken für die genealogische Forschung. Smart-Matching wird im Stammbaum als Querverweis eines Nutzers mit den Stammbäumen aller anderen Nutzer verwendet. Das Feature ermöglicht Nutzern, Informationen über ihre Familien von anderen, möglicherweise im Zusammenhang stehenden Personen, zu nutzen. Das Record Matching funktioniert auf ähnliche Weise, es vergleicht allerdings historische Aufzeichnungen mit den eingegebenen Daten im Stammbaum.
Record Detective verbindet historische Aufzeichnungen miteinander und nutzt zudem bestehende Stammbäume, um Verbindungen zwischen den Datensätzen zu ermöglichen (zum Beispiel eine Sterbeurkunde mit einer Ehe-Lizenz). Instant Discoveries vergleicht die Stammbäume der Nutzer mit anderen Stammbäumen und Aufzeichnungen und weist sofort auf eine große Menge an Informationen über die Familie in den gefundenen Quellen hin. Ein gesamter Stamm kann somit zum Stammbaum hinzugefügt werden. Die globale Namensübersetzung ermöglicht Nutzern, nach einem Verwandten in ihrer bevorzugten Sprache zu suchen und historische Dokumente in anderen Sprachen für diese Person zu erhalten.
Search Connect ist ein Feature von MyHeritage, das im November 2015 veröffentlicht wurde. Die Funktion indexiert Suchanfragen zusammen mit ihren Metadaten (Daten, Orte, Verwandte usw.) und zeigt diese in den Suchergebnissen, sobald andere eine ähnliche Suche getätigt haben. Die Funktion ermöglicht Nutzern, die eine vergleichbare Suchanfrage gestartet haben, sich miteinander in Verbindung zu setzen und somit zusammenzuarbeiten.

### Family Tree Builder

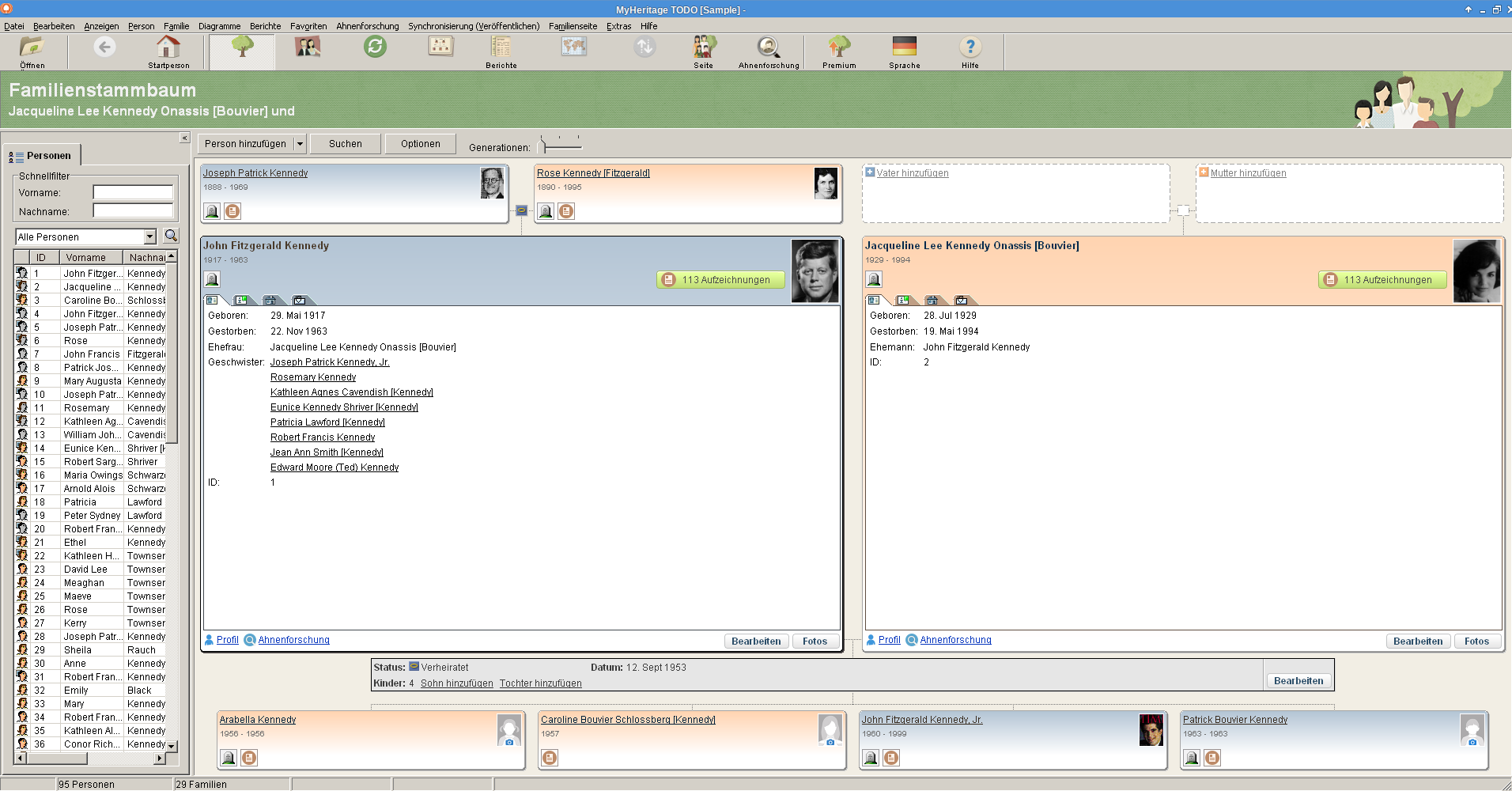
Screenshot des Family Tree Builders

Der Family Tree Builder ist eine kostenlose Software, mit der Nutzer ihren Stammbaum erstellen, Fotos hochladen sowie Grafiken/Statistiken ansehen können. Die Informationen im Family Tree Builder können auf der Webseite und auf der App von MyHeritage eingesehen und aktualisiert werden.

## MyHeritage DNA
MyHeritage DNA ist ein genetischer Analyse-Dienst, der von MyHeritage im Jahr 2016 ins Leben gerufen wurde. Die DNA-Ergebnisse werden anhand von Wangenabstrichen ermittelt, die der Nutzer mit einem zugesandten Set selbst vornimmt und einschickt. Die Ergebnisse liefern DNA-Übereinstimmungen (DNA Matching) und Ethnizitätsschätzungen.

## Datenleck
Das Unternehmen gab in einer Pressemitteilung bekannt, dass alle E-Mail-Adressen und die Passwort-Prüfsummen jener 92 Millionen Nutzer, die bis zum 26. Oktober 2017 in der Datenbank gespeichert waren, außerhalb des Unternehmens auf einem privaten Server vorgefunden wurden. Mindestens seit Februar 2019 können die Daten der 92 Millionen Nutzer im Darknet käuflich erworben werden.

## Anerkennungen und Auszeichnungen
2013 wurde MyHeritage vom israelischen Wirtschaftsmagazin Globes als eines der aussichtsreichsten israelischen Start-ups für 2013–2014 ausgewählt. Das Unternehmen gewann den 1. Platz. Insgesamt standen 4.800 mögliche Start-ups zur Auswahl. 2013 stellte Deloitte MyHeritage unter den Top 10 der am schnellsten wachsenden Unternehmen Europas, des Nahen Ostens und Afrikas (EMEA) in ihrer Deloitte Fast 500 Liste vor.